# Депрекація
Депрекація (англ. deprecation — осуд, заперечення, несхвалення) — зменшення цінності або корисності старого об'єкта, що залишається дійсним і корисним як є, але який більше не рекомендується, і його слід уникати в нових випадках використання. Може стосуватися класу, інтерфейсу, методу, чи поля, використання яких більше не рекомендовано, тому що вони застарілі та можуть бути видалені у наступній версії мови.